# Río Boeza
Río Boeza är ett vattendrag i Spanien.   Det ligger i provinsen Provincia de León och regionen Kastilien och Leon, i den nordvästra delen av landet, 300 km nordväst om huvudstaden Madrid.